# 南圣卡埃塔诺
南圣卡埃塔诺是巴西圣保罗州的一个市镇。总面积15.36平方公里，总人口133241人，人口密度8674.5人/平方公里。